# Ohrigstad
Ohrigstad  fou un establiment bòer a Sud-àfrica planejat inicialment vers el 1842; el 1845 va rebre colons que s'havien establert primer a Winburg sota la direcció d'Andries Hendrik Potgetier, i després a Potchefstroom, sota el mateix líder. L'establiment va ser conegut com a Andries-Ohrigstad per Andries Hendrik Potgetier, el cap dels colons, i George Ohrig, un comerciant holandès. Els bòers suposaven que estaven al nord de la línia que delimitava la colònia del Cap segons la Cape of Good Hope Punishment Act, però això no era completament cert. La zona era poc saludable i el colons van començar a marxar de la comarca l'1 de setembre de 1846 sota la direcció de Johannes Gerhardus Stephanus Bronkhorst i el lloc va restar abandonat després del 1849, degut a la malària amb l'aparició de paludisme. El colons van formar llavors la República de Lydenburg. A Ohrigstad es va trobar or el 1873. Es va repoblar després del 1900 quan es va controlar la malària. Actualment forma part de la província de Mpumalanga.